# Wybory parlamentarne w Libanie w 1943 roku
Wybory parlamentarne w Libanie odbyły się w sierpniu 1943 roku. Zwyciężył w nich Blok Konstytucyjny Biszary al-Churiego, który zawarł sojusz z wpływowymi przywódcami muzułmańskimi skłonnymi do współpracy w celu uzyskania natychmiastowej niepodległości.